# Fritz Blaschke
Fritz Blaschke (* 16. Februar 1899 in Breslau; † 14. Januar 1968 in Oldenburg), auch „Seppl“ genannt, war ein deutscher Fußballspieler und -trainer.

## Karriere

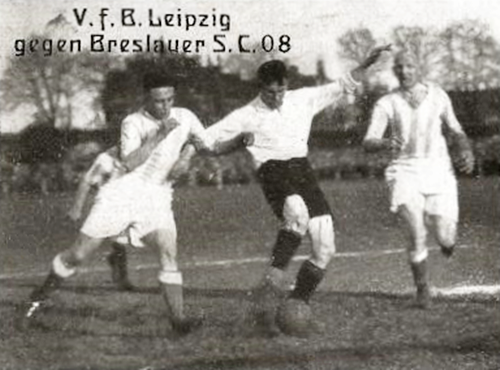
Greiling-Fußballsammelbild: Spielszene aus dem Achtelfinale der Endrunde um die Deutsche Meisterschaft 1925. Blaschke (Mitte) beim 2:1-Siegtreffer gegen den VfB Leipzig.

In Breslau geboren und aufgewachsen, schloss sich Blaschke der ortsansässigen Breslauer SpVgg 05 an, für die er bis zu seinem 20. Lebensjahr aktiv war. Mit Beginn der Spielzeit 1919/20 wechselte er zum Lokalrivalen Vereinigte Breslauer Sportfreunde, mit denen er als Halbstürmer seine größten Erfolge erringen sollte.
Am Ende seiner Premierensaison im Seniorenbereich errang er mit der Mannschaft den Titel des Südostdeutschen Meisters. Infolgedessen war er mit der Mannschaft als Teilnehmer an der Endrunde um die Deutsche Meisterschaft qualifiziert und erreichte nach dem 3:2-Sieg über den SC Union Oberschöneweide erstmals in der Vereinsgeschichte das Halbfinale dieses Wettbewerbs. Drei weitere Male gelang ihm mit den Sportfreunden der Einzug in die Endrunde um die Deutsche Meisterschaft – in der er in insgesamt fünf Spielen ein Tor erzielte –, ehe er 1924 zum Lokalrivalen Breslauer SC 08 wechselte.
Sein Karrierehöhepunkt dürfte der 4:3-Viertelfinalsieg n. V. im Sportpark des Breslauer Stadtteils Grüneiche 1929 gegen den FC Bayern München gewesen sein. Nachdem er mit drei Toren zum 3:3-Unentschieden in der regulären Spielzeit beigetragen hatte, erzielte Außenstürmer Roman Igla in der 94. Minute den 4:3-Siegtreffer; 12.000 Fans feierten ihn, den dreifachen Torschützen, frenetisch, der während seiner Vereinszugehörigkeit in insgesamt neun Endrundenspielen sechs Tore erzielte.
Ein Jahr zuvor gehörte er der Südostdeutschen Auswahl an, die am 29. April 1928 in Breslau mit 2:0 gegen die Norddeutsche Auswahl das Spiel um den Bundespokal, den Nachfolger des Kronprinzenpokals und ersten deutschen Pokalwettbewerbs überhaupt, gewann. Er sorgte mit seinem Tor zum Endstand in der 88. Minute für die endgültige Entscheidung und damit den überraschenden Gewinn des Wettbewerbs.
Die mit Ende des Zweiten Weltkriegs einsetzende Flucht und Vertreibung Deutscher aus Mittel- und Osteuropa führte ihn letztendlich nach Norddeutschland, wo er den VfB Oldenburg, als Meister der seinerzeit zweitklassigen Landesliga Weser/Ems, 1949 als Trainer in die seinerzeit erstklassige Oberliga Nord führte, allerdings kurz darauf von Hans Pilz abgelöst wurde. Blaschke starb am 14. Januar 1968, fünf Wochen vor seinem 70. Geburtstag, in Oldenburg.

## Erfolge
- Südostdeutscher Meister 1920, 1921, 1923, 1924, 1926, 1928
- Mittelschlesischer Meister 1925, 1926, 1927, 1928, 1929, 1930
- Breslauer Meister 1920, 1922, 1923, 1924, 1925, 1926, 1928, 1929, 1930, 1931
- Bundespokalsieger 1928